# Ињацио Данти
Ињацио Данти (итал. Ignazio (некад Egnatio или Egnazio) Danti; април 1536 — Алатри, 19. октобар 1586) је био италијански свештеник, математичар, астроном и космограф.

## Биографија
Данти је рођен у Перуђи, где је и крштен као Карло Пелегрино (Carlo Pellegrino) у породици Риналди (Rinaldi, понекад и Ranaldi) у којој је било доста уметника и научника. Још као дечак стекао је основе сликарства и архитектуре од свог оца Ђулија, архитекте и инжењера, који је био ученик Антонија Да Сангала (Antonio da Sangallo), и од тетке Теодоре за коју се сматра да је била ученик сликара Перуђина (Perugino) и да је написала коментар Еуклидових дела.
Ињацио је био средњи од тројице синова Ђулија Дантија. Његов старији брат Винченцо постао је један од водећих дворских вајара у Фиренци крајем шеснаестог века, док је његов млађи брат Ђироламо (Girolamo Danti, 1547 — 1580) био мало познати локални сликар у Перуђи.
Приступио је Доминиканском реду 7. марта 1555. године, променивши своје крштено име Пелегрино у Ињацио. Након што је завршио студије филозофије и теологије, кратко време је проповедао, да би се затим у потпуности посветио математици, астрономији и географији. Своја дела је ретко потписивао правим презименом, дајући предност презимену Данти које је изабрао у част Дантеа Алигијерија.